# Roscoea debilis
Roscoea debilis là một loài thực vật có hoa trong họ Gừng. Loài này được François Gagnepain miêu tả khoa học đầu tiên trong kỳ họp bất thường diễn ra tháng 5 - tháng 6 năm 1901 tại đảo Corse (xuất bản năm 1902).

## Từ nguyên
Tính từ định danh debilis nghĩa là "yếu ớt, mảnh dẻ"; Gagnepain mô tả loài này là "đáng chú ý vì sự mảnh dẻ của nó" (Plante remarquable par sa gracilité).

## Phân bố và môi trường sống
Đồng cỏ; ở cao độ 1.600-2.400 m. Có tại phía tây tỉnh Vân Nam của Trung Quốc cũng như đông bắc Myanmar. Tên gọi trong tiếng Trung là 长柄象牙参 (trường bính tượng nha sâm), nghĩa đen là sâm răng voi cán hoa dài.

## Mô tả
Cây cao (10-)25-50 (-60) cm. Lá không phiến lá 2-3, có màu nâu hồng rõ nét. Lá thông thường 3-4; lưỡi bẹ màu nâu hồng, 1-2 mm; phiến lá thuôn dài, hình elip, hoặc hình mũi mác, 9-2,2 × 1,5-4 cm, mặt xa trục phiến lá nhẵn hoặc có lông tơ, đáy thu hẹp lại và giống như cuống lá, đỉnh nhọn đến nhọn hoắt. Cụm hoa đôi khi với cuống thò ra ngắn từ bẹ lá; lá bắc hình mũi mác, đỉnh tù, 3,5-5,5 cm. Hoa 1-3 nở cùng nhau, màu tía, đỏ hay trắng. Đài hoa 2,7-3,5 cm, đỉnh 2 răng. Ống tràng hoa 3,5-7,5cm; thùy trung tâm hình elip đến hẹp, 2,2-3,5 cm, đỉnh nhọn đột ngột; các thùy bên hình elip đến thẳng-thuôn dài, 2,2-3,5 cm. Các nhị lép bên hình mác ngược lệch, ~2,5 cm, có vuốt. Cánh môi hơi uốn ngược, với các vạch trắng ở họng, hình trứng ngược, 2,3-3,5 × 1,4-3 cm, bao gồm cả vuốt 5-6 mm, đỉnh 2 thùy hẹp. Bao phấn cong, các ngăn 6-9 mm; cựa liên kết 7-9 mm. Bầu nhụy 1-5 cm. Ra hoa tháng 6-8.

## Các thứ
- R. debilis var. debilis (đồng nghĩa: R. blanda):[6] Nguyên chủng, với phiến lá nhẵn nhụi ở mặt xa trục.[7]
- R. debilis var. limprichtii (Loes.) Cowley, 1982 (đồng nghĩa: R. blanda var. limprichtii): Với phiến lá có lông tơ ở mặt xa trục.[8] Được ghi nhận tại huyện Đại Lý, phía tây tỉnh Vân Nam.[8][9] Mẫu định danh Limpricht số 855, thu thập ở cao độ 2.000 m.[10] Sinh sống ở cao độ 1.900-2.000 m.[8] Tên gọi trong tiếng Trung: 白象牙参 (bạch tượng nha sâm), nghĩa là sâm răng voi trắng.[8]